# 1994 a légi közlekedésben
Ez a lista az 1994-es év légi közlekedéssel kapcsolatos eseményeit tartalmazza.

## Események

### Január
- január 7. – A United Express 6291-es járata lezuhan Columbus egyik külkerületére. A tragédiában öt fő (két pilóta, egy utaskísérő és két utas) veszti életét. Egy háromfős tajvan-i család éli túl a balesetet.[1]

### Június
- június 2. – Az Egyesült Királyság légierejéhez tartozó Chinook típusú helikopter lezuhan Skócia partjainál. A tragédiában mind a 29 ember aki a fedélzeten tartózkodót életét veszti. A baleset oka mai napig nem tisztázott.[2]

### Július
- július 19. – Colón közelében. Az Alas Chiricanas légitársaság 901-es járata, (lajstromjele: HP-1202AC), egy Embraer EMB 110 Bandeirante típusú utasszállító repülőgépen repülés közben bomba robban, majd a gép lezuhan. A gépen 18 utas és 3 fő személyzet utazik, mindannyian életüket vesztik.[3][4][5]

### Október
- október 31. – Az American Eagle 4184-es Indianapolisból Chicagoba tartó járata az út felénél váratlanul átesett és egy mezőbe csapódott. A tragédiában mind a 68 fedélzeten tartózkodó személy életét vesztette. A katasztrófát az okozta, hogy hó rakodott le a szárnyakon amelyek a levegőben megfagytak és megakadályozták azok működését. [6][7]

### December
- december 11. – Okinava prefektúra. A  Philippines Airlines légitársaság Boeing 747–200B típusú járatán bomba robban a japán üzletember, Haruki Ikegami ülése alatt. A merényletben egy fő veszti életét. A gépen tartózkodó személyzet és 293 fő utas, Haruki kivételével túléli az esetet.[8]
- december 24. – Terroristák eltérítik az Air France 8969-es járatát. Megölnek három utast és váltságdíjat követelnek. A francia titkosszolgálat és a speciális egysége bejut a gépbe és megöli a 4 géptérítőt. Az akcióban más nem veszítette az életét.[9]